# 表示灯 (企業)
表示灯株式会社（ひょうじとう、英: HYOJITO Co.,Ltd.）は、愛知県名古屋市中村区と東京都港区に本社を置く広告代理店。

## 概要
JR各社、地下鉄、私鉄の全国主要駅に設置の駅周辺案内図「ナビタ」への案内広告を主力に屋外広告・交通広告をはじめ、各種広告媒体を取り扱う総合広告代理店事業、公共設備や案内目的の各種サインや地図を取り扱うトータルサイン事業を主に取り扱っている。その他、クロスメディア事業としてPCや携帯電話でのウェブサイト、観光情報の発信なども行う、多言語のWEB道案内プラットフォームなどを展開している。

## 沿革
- 1967年（昭和42年）2月21日 - 日本交通表示灯株式会社として設立[4]。資本金500万円 [4]。
- 1977年（昭和52年）5月1日 - 表示灯株式会社に商号変更[4]。
- 1985年（昭和60年）4月1日 - 表示灯ホッケー部創部[4]。
- 2007年（平成19年）8月 - トー・ナビタ株式会社を完全子会社化[4]。
- 2017年（平成29年）
  - 4月1日 - 東京本部を東京本社に改称し、名古屋本社（本店）との2本社制に移行[7]。
  - 12月30日 - 子会社のトー・ナビタ株式会社を吸収合併[4]。
- 2021年（令和3年）4月7日 - 東京証券取引所市場第二部に株式を上場[8]。
- 2023年（令和5年）4月1日 - 西菱電機株式会社より発券機システム事業を譲受[9]。

## 支社・支店・営業所
- 東京支社[2]
  - 新潟支店[2]
  - 横浜営業所[2]

- 大阪支社[2]
- 金沢支店[2]
- 高松支店[2]

- 名古屋支社[2]
- 静岡支店[2]

- 札幌支社[2]
- 福岡支社[2]
- 仙台支社[2]

- 広島支店[2]
- 盛岡支店[2]

## 駅周辺案内図「ナビタ」
JR各社、地下鉄、私鉄の全国主要駅約2,300駅改札付近に、約2,700台の設置をしている。駅周辺の街区案内、公共施設情報はもとより災害時の緊急避難場所の情報も盛り込んだ、公共性の高い媒体となっている。
LED、プラズマディスプレイ、タッチパネルを利用した媒体を併設したタイプも存在し、デジタルサイネージの基盤として注目を集めている交通広告の中でも利用者が立ち止まって閲覧する地図と併設する為、高い効果が期待できる。
- 2005年 - ナビタ掲載の地図を色覚異常があっても見やすいユニバーサルデザインに対応[4]。
- 2008年 - 駅周辺案内図ナビタと連動して、「地図を持ち歩こう」をキャッチにFeliCaリーダ／ライターをかざす事によりモバイル地図サイトへ誘導するモバイルサービス「ナビタッチ」をスタート。

## ホッケーチーム
- 1985年の創部から2005年迄の20年間に渡り、ホッケーチームを所有していた。地域クラブ名古屋フラーテルの前身にあたる。フラーテルからはホッケー男子日本代表へ多くの選手を輩出しており、表示灯自身も日本ホッケー協会のオフィシャルスポンサーとしてサポートしている。

## 不負
「にげないこと　あきらめないこと　これは根気であり　それは努力である」
- 創業者であり、自らもホッケー選手である吉田大士[注 1]。が、そのポジションであるゴールキーパーでの体験から生まれた境地で、社訓としている。